# Andrés Pérez Domínguez
Andrés Pérez Domínguez (Sevilla, 1969) es un escritor español, conocido principalmente por sus novelas.
Es también autor de narrativa breve y colaborador de varios medios de comunicación. Ha ganado numerosos galardones nacionales e internacionales tanto por su obra de ficción como periodística. Su obra se caracteriza por unas historias potentes, con capacidad de llegar a un gran número de lectores y por la creación de personajes bien perfilados.

## Premios principales
- Premio Internacional de Cuentos Max Aub 2000 por Ojos tristes
- Premio Ciudad de Coria 2001 por Estado provisional
- Premio José Luis Castillo-Puche 2002 por la novela corta Los mejores años
- Premio Tierras de León 2002 por la novela corta Duarte
- Finalista en el Memorial Silverio Cañada en la Semana Negra de Gijón 2005 por "La clave Pinner"
- Premio Luis Berenguer 2007 por el El síndrome de Mowgli[1]
- Finalista del Premio Setenil 2009 por El centro de la Tierra[2]
- Premio Ateneo de Sevilla 2009 por El violinista de Mauthausen
- Premio Iberoamericano de Novela Corta La Espiga Dorada 2009 (Salón del Libro Iberoamericano) por Los perros siempre ladran al anochecer[3]
- Finalista en el Premio Espartaco de Novela Histórica en la Semana Negra de Gijón 2010 por "El violinista de Mauthausen"
- Finalista del Premio Setenil 2019 por "La letra pequeña".
- Premio Albert Jovell 2020 por "La bailarina de San Petersburgo".

## Obras
- Ojos tristes, relato, 2001
- Estado provisional, colección de cuentos, 2001
- Los mejores años, novela corta, 2002
- Duarte, novela corta, 2002
- La clave Pinner, Roca Editorial, 2004 , Debolsillo (2012)
- El factor Einstein, Martínez Roca, 2008, Debolsillo (2012)
- El síndrome de Mowgli, Algaida, 2008, Algaida Eco (2012)
- El centro de la Tierra, colección de cuentos, Paréntesis, Sevilla, 2009
- El violinista de Mauthausen, Algaida, 2009, Algaida Eco (2012)
- El silencio de tu nombre, Plaza & Janés, Barcelona, 2012, Debolsillo (2013)
- Los perros siempre ladran al anochecer, Alianza, 2015
- Los dioses cansados, Alianza, 2016
- La letra pequeña, colección de cuentos, Triskel, 2019
- La bailarina de San Petersburgo, Almuzara, 2021